# Luke Freeman
Luke Anthony Freeman (Dartford, 22 maart 1992) is een Engels profvoetballer. Hij is een aanvallende middenvelder die sinds juli 2019 onder contract staat bij Sheffield United, dat hem overnam van Queens Park Rangers.

## Carrière
Freeman brak door als profvoetballer bij Championship-club Bristol City van 2014 tot 2017. In de jeugd speelde hij voor Charlton Athletic en Gillingham. Tussen 2008 en 2012 stond de middenvelder onder contract bij Arsenal, waar hij vooral voor de U18 uitkwam. Hij was reeds actief voor Stevenage en Queens Park Rangers.
Op 10 augustus 2019 debuteerde hij in de Premier League met Sheffield United. Twaalf minuten voor tijd viel hij in voor John Lundstram tegen AFC Bournemouth (1–1).